# Scopula albomarginata
Scopula albomarginata är en fjärilsart som beskrevs av Hans Reisser 1961. Scopula albomarginata ingår i släktet Scopula och familjen mätare. Inga underarter finns listade.